# 死刑台與電梯 (2010年電影)
《死刑台與電梯》，為2010年10月9日上映的日本電影。緒方明導演作品。吉瀨美智子與阿部寛主演。

## 演員
- 手都芽衣子：吉瀨美智子
- 時籐隆彥：阿部寬
- 赤城邦衛：玉山鐵二
- 松本美加代：北川景子

- 神健太郎：平泉成
- 中井朔美：涼（日语：りょう）
- 手都孝光：津川雅彥
- 柳町宗一：柄本明

- 遠野：笹野高史（日语：笹野高史）
- 恩田真紀子：熊谷真實（日语：熊谷真実）
- 泉仙一：田中哲司
- 工藤浩一：堀部圭亮（日语：堀部圭亮）
- 並木遙：町田マリー（日语：町田マリー）
- 古山健三（古山照相館館主）：小市慢太郎
- 時籐隆彥的秘書 ：山田キヌヲ（日语：山田キヌヲ）
- 新川署長：上田耕一（日语：上田耕一）

- 福井博章（日语：福井博章）
- 渡邊陽介（日语：渡辺陽介）
- テイ龍進（日语：テイ龍進）
- 諏訪太朗（日语：諏訪太朗）
- 原金太郎（日语：原金太郎）
- 齊藤陽一郎（日语：斉藤陽一郎）
- 並樹史朗（日语：並樹史朗）
- 松丸友紀

等

## 主題曲
- 「ベッドタイムストーリー」Jazztronik feat. YUKI
  - 作曲 - 野崎良太

## 工作人員
- 原作：「Ascenseur pour l'échafaud」導演為Louis Malle
- 導演：緒方明
- 編劇：木田薫子
- 音樂：Youki Yamamoto／吉他演奏：渡辺香津美

## 外部連結
- 官方网站（日語）